# إيجي كاواشيما
إيجي كاواشيما (باليابانية: 川島永嗣) (مواليد 20 مارس 1983 في يونو) لاعب كرة قدم ياباني يلعب حاليا لصالح نادي كاواساكي فرونتال الياباني .

## روابط خارجية
- إيجي كاواشيما على موقع الاتحاد الدولي (مؤرشف)  (الإنجليزية)
- إيجي كاواشيما على موقع الاتحاد الأوربي (الإنجليزية)
- إيجي كاواشيما على موقع رابطة كرة القدم اليابانية للمحترفين (اليابانية)
- إيجي كاواشيما على موقع إي إس بي إن إف سي (الإنجليزية)
- إيجي كاواشيما على موقع قاعدة بيانات كرة القدم.إي يو (الإنجليزية)
- إيجي كاواشيما على موقع ليكيب (الفرنسية)
- إيجي كاواشيما على موقع ناشيونال فوتبول تيمز (الإنجليزية)
- إيجي كاواشيما على موقع Soccerbase.com (لاعب) (الإنجليزية)
- إيجي كاواشيما على موقع Soccerway.com (الإنجليزية)
- إيجي كاواشيما على موقع عالم كرة القدم.نت (الإنجليزية)